# O Feitiço da Ilha do Pavão
O Feitiço da Ilha do Pavão é um romance brasileiro escrito por João Ubaldo Ribeiro e publicado em 1997.
O livro conta a história de uma ilha isolada, no recôncavo baiano, no tempo do Brasil Colônia. É uma fantasia em torno da história do Brasil, que envolve feitiçaria, inquisição e mistérios.
A população da ilha é formada por índios aculturados que são produtores e consumidores de cachaça, negros escravos, brancos que enriqueceram com o tráfico negreiro, um quilombo subvertido em reino tirânico e muito sexo numa fantasia tropical.
Uma aventura literária, utilizada pelo autor para mostrar algumas vertentes da formação do caráter do povo brasileiro, representando um microcosmo evidente de uma certa imagem do país, tanto pela tipificação caricatural dos personagens como das situações.